# San'indō

province del San'indō

San'indō (山陰道?) è un termine geografico giapponese. Indica sia un'antica divisione del paese sia la strada principale che l'attraversa. San'in si traduce in "il lato ombreggiato di una montagna", mentre dō, a seconda del contesto, può significare sia una strada che un circuito, nel senso di delineare una regione. Questo nome deriva dall'idea che il lato settentrionale della catena montuosa centrale che attraversa l'Honshū era il lato "ombreggiato", mentre il lato meridionale era il lato "soleggiato" (山陽 San'yō). La regione pre-moderna corrisponde per lo più alla concezione moderna della regione di San'in.
La regione fu istituita come una del sistema Gokishichidō (cinque province e sette strade) durante il periodo Asuka (538-710), e consisteva delle seguenti otto antiche province: Harima, Mimasaka, Bizen, Bitchū, Bingo, Aki, Suō e Nagato. Tuttavia, questo sistema scomparve gradualmente scomparso dal periodo Muromachi (1333-1467).
Il San'indō continuò a essere importante e venne trafficata durante il periodo Edo (1603-1867). Correndo prevalentemente da est a ovest, il suo capolinea orientale, insieme a quelli della maggior parte delle autostrade medievali, era a Kyoto. Da lì seguì la costa del mar del Giappone fino a Hagi, vicino a Shimonoseki, il capolinea occidentale di San'yōdō e San'indō, e molto vicino all'estremità più occidentale dell'isola di Honshū. Sebbene la strada terminasse originariamente a ovest a Hagi, i signori del dominio di Chōshū ad un certo punto durante il periodo Edo la cambiarono per terminare a Yamaguchi.
Come prevedibile nel corso della storia la strada svolse un importante ruolo strategico e logistico in diverse situazioni militari. Ashikaga Takauji nel XIV° secolo, Akechi Mitsuhide nel XVI° secolo e molti altri lo usarono per fuggire dai conflitti, per tornare nel cuore del paese (kinai) o per spostare truppe. Molti daimyō hanno anche usato questa strada come parte dei loro viaggi obbligatori (sankin kōtai) verso Edo sotto lo shogunato Tokugawa. Naturalmente la strada servì anche allo scopo più quotidiano di fornire trasporto a commercianti, animatori itineranti, pellegrini e altri cittadini comuni.